# Lasiargus zhui
Lasiargus zhui là một loài nhện trong họ Linyphiidae.
Loài này thuộc chi Lasiargus. Lasiargus zhui được Kirill Yuryevich Eskov & Yuri M. Marusik miêu tả năm 1994.